# ドロシー・シャーリー
ドロシー・シャーリー （Dorothy Shirley、1939年3月15日 - ）は、イギリスの陸上競技選手。走高跳の選手として1960年ローマオリンピックに出場。1m71の記録でポーランドのヤロスラヴァ・ヨスヴィアコフスカと並び銀メダルを獲得。

## 主な実績
| 年   | 大会                   | 場所                         | 種目   | 結果    | 記録 |
| ---- | ---------------------- | ---------------------------- | ------ | ------- | ---- |
| 1958 | ヨーロッパ陸上選手権   | ストックホルム(スウェーデン) | 走高跳 | 3位     | 1m67 |
| 1960 | オリンピック           | ローマ(イタリア)             | 走高跳 | 2位     | 1m71 |
| 1966 | コモンウェルスゲームズ | キングストン(ジャマイカ)     | 走高跳 | 2位     | 1m70 |
| 1968 | オリンピック           | メキシコシティ(メキシコ)     | 走高跳 | 17位(q) | 1m68 |